# خوبک
شهر خوبک (به تاجیکی: Хубek) در استان ختلان در کشور تاجیکستان واقع شده‌است. جمعیت این شهر ۲۲٬۶۳۱ نفر است.